# Trimeniaceae
Trimeniaceae is een botanische naam, voor een familie van bedektzadigen. Een familie onder deze naam wordt tegenwoordig algemeen erkend door systemen voor plantentaxonomie, en zo ook door het APG-systeem (1998) en het APG II-systeem (2003).
APG I plaatst de familie niet in een orde, maar APG II plaatst haar in de orde Austrobaileyales. Het Cronquist systeem (1981) plaatste haar in de orde Laurales.
Het gaat om een heel kleine familie van enkele soorten, houtige planten in Oost Australië en aangrenzend Zuidoost-Azië.